# Aphanophleps rubricolor
Aphanophleps rubricolor är en fjärilsart som beskrevs av Thierry-mieg 1892. Aphanophleps rubricolor ingår i släktet Aphanophleps och familjen mätare. Inga underarter finns listade i Catalogue of Life.